# Brezovac (Aranđelovac)
Pour les articles homonymes, voir Brezovac.
Brezovac (en serbe cyrillique : Брезовац) est un village de Serbie situé dans la municipalité d'Aranđelovac, district de Šumadija. Au recensement de 2011, il comptait 683 habitants.

## Démographie

### Évolution historique de la population
| 1948  | 1953  | 1961  | 1971  | 1981 | 1991 | 2002 | 2011 |
| ----- | ----- | ----- | ----- | ---- | ---- | ---- | ---- |
| 1 375 | 1 369 | 1 333 | 1 164 | 993  | 881  | 797  | 683  |

|  |